# Station F

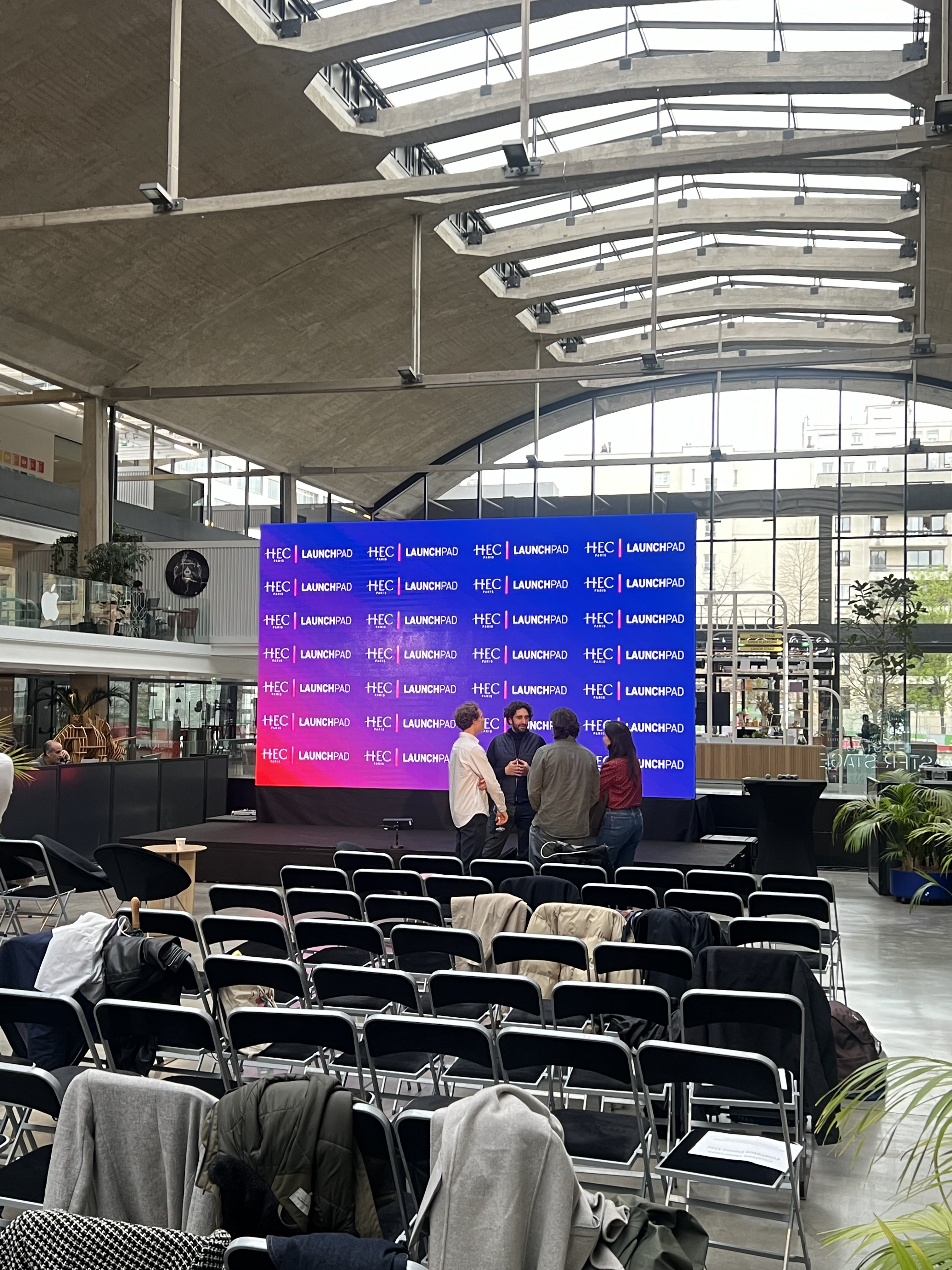
HEC Paris Startup Launchpad Demo Day 2024

Station F je podnikatelský inkubátor pro startupy, který se nachází ve 13. pařížském obvodu. Je známý jako největší startovací zařízení na světě.
Nachází se v bývalém železničním skladišti zboží dříve známém jako la Halle Freyssinet (odtud „F“ ve stanici F). Areál o rozloze 34 000 m2 formálně otevřel prezident Emmanuel Macron v červnu 2017 a poskytuje kancelářské prostory až pro 1000 začínajících a začínajících společností a také pro firemní partnery, jako je Facebook, Microsoft a Naver.
Stanice F má řadu partnerství pro začínající programy zaměřené na podnikatele. Mezi partnery patří Google, Ubisoft a Zendesk.
Areál je partnerem různých škol, jako je HEC Paris, nejlepší evropská obchodní škola.